# Црква Светог Доната у Задру
Црква Светог Доната из 9. века, саграђена на остацима римског форума, најпознатији је споменик и симбол града Задра, уједно и најпознатија монументална грађевина у Хрватској из раног средњег века.
Саграђена је на традицијама рановизантијске архитекуре у раном средњем веку, највероватније почетком 9. века. Кружног је облика и није се сачувала у облику како је првобитно саграђена. Недостаје јој јужна приградња, па јој је средишња кружна језгра с те стране видљива. До 15. века називала се Црква Светог тројства, а од тада носи име Свети Донат, по бискупу који ју је дао саградити. Први пут црква се спомиње средином 10. века у списима византијског цара Константина Порфирогенита. Данас се њен простор због изванредних акустичних карактеристика користи за музичке програме („Глазбене вечери у Св. Донату“).